# ProElite
ProElite, Inc. es una empresa estadounidense de medios y entretenimiento involucrada en la promoción de las artes marciales mixtas (MMA).

## Encarnaciónes

### Primera encarnación
Fundada por el promotor de boxeo Gary Shaw y su hijo Jared en 2006 en asociación con Showtime Networks Inc. (una subsidiaria de CBS Corporation), la empresa inicialmente promovía eventos de MMA en vivo transmitidos en Showtime y Showtime PPV bajo la marca promocional EliteXC.
CBS contrató a ProElite para mostrar eventos en vivo en la televisión de horario estelar, con la primera emisión programada para el 31 de mayo de 2008.
Un punto focal de las promociones de eventos en vivo de ProElite fue EliteXC. Realizando su primer espectáculo en 2007, rápidamente se convirtió en una de las marcas más visibles en las artes marciales mixtas en los Estados Unidos. ProElite también adquirió varias promociones de artes marciales mixtas de larga data desde su fundación, incluyendo King of the Cage, Icon Sport con sede en Hawái y la promoción británica Cage Rage. La compañía también tenía relaciones laborales con Rumble on the Rock, DREAM con sede en Japón, Spirit MC con sede en Corea del Sur, y Strikeforce con sede en el norte de California.
ProElite también operaba ProElite.com, un portal web con redes sociales para luchadores y fanáticos de MMA, y transmisiones en vivo de combates de MMA no transmitidos en Showtime.
Aunque EliteXC fue un pionero en el crecimiento de las MMA (además de su innovador acuerdo de televisión en red, su primera cartelera incluyó el primer combate de MMA femenino televisado cuando Gina Carano enfrentó a Julie Kedzie, y continuó transmitiendo combates femeninos en muchos de sus shows) su carrera llegó a su fin después del evento EliteXC: Heat, que se llevó a cabo en octubre de 2008 y se transmitió en vivo en CBS. Celebrado cerca de la ciudad natal del famoso luchador Kimbo Slice, Miami, el evento estaba diseñado para darle legitimidad como artista marcial a través de un enfrentamiento con un talento conocido, Ken Shamrock. Sin embargo, horas antes de la pelea, Shamrock fue declarado no apto para pelear debido a un corte sobre su ojo. Fue reemplazado por Seth Petruzelli, mucho menos conocido, que originalmente estaba programado para pelear en la cartelera. Petruzelli noqueó a Slice en 14 segundos, pero lo más importante es que Petruzelli concedió una entrevista radial dos días después donde reveló que ProElite le había ofrecido incentivos financieros para mantener la pelea en pie y proteger la reputación de Slice. La comisión atlética del estado de Florida investigó instantáneamente a la compañía por amaño de combates: aunque las acusaciones no se probaron, efectivamente condenaron la reputación de ProElite como promotor legítimo. Eventualmente vendió su biblioteca de cintas, derechos de luchadores bajo contrato y, lo más importante, su acuerdo de transmisión con Showtime/CBS al presidente de Strikeforce, Scott Coker, en 2009.

### Segunda encarnacion
En marzo de 2011, se rumoreaba que ProElite fue el segundo postor no exitoso contra UFC en un intento de adquirir la rival promoción de MMA, Strikeforce. Se dijo que la oferta superaba los 40 millones de dólares. Los principales ejecutivos de ProElite confirmaron de inmediato la intención de la empresa de volver al negocio de promoción de eventos en vivo de MMA, como lo hicieron con los eventos de Kimbo Slice que rompieron récords en CBS.
Inmediatamente comenzaron a circular rumores de que ProElite estaba siendo considerada como una adquisición estratégica por parte de UFC o de un inversor no identificado que deseaba ingresar al espacio de promoción de MMA. Las acciones de PELE.PK aumentaron de 0.01 dólares por acción a más de 0.20 dólares por acción en dos días, ya que los inversores se dieron cuenta de que las acciones normalmente se negociaban a 15 dólares por acción mientras ProElite estaba promoviendo eventos en vivo.
En junio de 2011, Stratus Media Group aseguró un 95% de propiedad de ProElite. El grupo confirmó su intención de regresar a la promoción de artes marciales mixtas con el ex dueño de ICON, T. Jay Thompson, y el ex matchmaker de Strikeforce, Rich Chou, contratados para dirigir el espectáculo. El regreso de la compañía tuvo lugar el 27 de agosto de 2011 en Hawái y se transmitió en vivo en Sherdog.com.
ProElite anunció una asociación con DREAM para compartir luchadores poco antes de salir del negocio. Esta asociación hizo posible una pelea entre Kendall Grove e Ikuhisa Minowa en ProElite 3 a principios de 2012. Después de este evento, ProElite aparentemente salió del negocio.

## Eventos
| Evento                       | Fecha                  | Localización                     | Sede                     | Transmisión |
| ---------------------------- | ---------------------- | -------------------------------- | ------------------------ | ----------- |
| ProElite 3: Grove vs. Minowa | 21 de enero de 2012    | Honolulu, Hawaii, Estados Unidos | Neal S. Blaisdell Center | HDNet       |
| ProElite 2: Big Guns         | 5 de noviembre de 2011 | Moline, Illinois, Estados Unidos | iWireless Center         | HDNet       |
| ProElite: Arlovski vs. Lopez | 27 de agosto de 2011   | Honolulu, Hawaii, Estados Unidos | Neal S. Blaisdell Center | Sherdog.com |

## Controversias
A medida que la empresa se establecía, el hombre que inicialmente tuvo la idea de lanzar ProElite, Wallid Ismail, fue presionado para que firmara todos sus derechos, mientras que los otros accionistas obtenían el control completo sobre la puesta en marcha.